# アドゥオルジョク・マルアル
アドゥオルジョク・マルアル（Adhuoljok Malual、2000年11月14日 - ）は、イタリアの女子バレーボール選手。ポジションはオポジット。イタリア代表。

## 来歴
- クラブチーム

ローマ出身。2016年、Argentario Progetto VolLeiへ入団。2017年、Club Italiaへ加入し、2年間プレーした。2019年、Volley Academy Sassuoloへ移籍し1年間プレーした。2020年10月、アメリカ合衆国のテキサス大学オースティン校に2021年1月に入学しプレーすることが発表され、5ヶ月間プレーした。2021/22シーズンからはカザルマッジョーレでプレーし、2年間活躍した。2023年6月、ヴェロ・バレー・ミラノとの契約が発表され、2023/24シーズンのセリエA1リーグで3位となった。2024年5月、イル・ビゾンテ・フィレンツェへの移籍が発表され、2024/25シーズンのセリエA1リーグではチームのエースとして活躍をみせた。2025年5月、Monviso Volleyとの契約に合意した。
- 代表チーム

アンダーカテゴリーの代表として2018年、U-19欧州選手権に出場し金メダルを獲得した。2019年、U-20世界選手権に出場し銀メダルを獲得した。2023年、シニア代表に初選出され、同年7月のネーションズリーグに出場した。
- 人物

南スーダン出身の両親のもとに生まれた。

## 球歴
- ネーションズリーグ - 2023年

## 所属クラブ
- Argentario Progetto VolLei（2016-2017年）
- Club Italia（2017-2019年）
- Volley Academy Sassuolo（2019-2020年）
- テキサス大学オースティン校（2020-2021年）
- カザルマッジョーレ（2021-2023年）
- ヴェロ・バレー・ミラノ（2023-2024年）
- イル・ビゾンテ・フィレンツェ（2024-2025年）
- Monviso Volley（2025-）